# Agathis labillardierei
Agathis labillardierei är en barrträdart som beskrevs av Otto Warburg. Agathis labillardierei ingår i släktet Agathis och familjen Araucariaceae. Inga underarter finns listade i Catalogue of Life.